# Natal'ja Liničuk
Natal'ja Vladimirovna Liničuk (in russo Наталья Владимировна Линичук? ; Mosca, 6 febbraio 1956) è un'ex danzatrice su ghiaccio sovietica, che nel 1992 ha assunto la cittadinanza russa.
Ha gareggiato nella specialità della danza su ghiaccio in coppia con Gennadij Karponosov. I due pattinatori hanno vinto le Olimpiadi nel 1980.
La coppia ha vinto inoltre due titoli mondiali nel 1978 e nel 1979, e due titoli europei nel 1979 e nel 1980.
Dopo la fine della carriera agonistica Liničuk e Karponosov si sono sposati e hanno iniziato a insegnare pattinaggio, prima in Russia e, dal 1994, nel Delaware.

## Palmarès
| Internazionali            | Internazionali | Internazionali | Internazionali | Internazionali | Internazionali | Internazionali | Internazionali | Internazionali | Internazionali |
| Evento                    | 1972–73        | 1973–74        | 1974–75        | 1975–76        | 1976–77        | 1977–78        | 1978–79        | 1979–80        | 1980–81        |
| ------------------------- | -------------- | -------------- | -------------- | -------------- | -------------- | -------------- | -------------- | -------------- | -------------- |
| Giochi olimpici invernali |                |                |                | 4°             |                |                |                | 1°             |                |
| Campionati mondiali       |                | 3°             | 4°             | 5°             | 3°             | 1°             | 1°             | 2°             |                |
| Campionati europei        |                | 3°             | 3°             | 3°             | 3°             | 2°             | 1°             | 1°             | 3°             |
| Skate Canada              |                |                |                | 1°             | 1°             |                |                |                |                |
| Prize of Moscow News      | 3°             | 1°             |                | 2°             | 2°             | 2°             |                | 1°             | 1°             |
| Nazionali                 |                |                |                |                |                |                |                |                |                |
| Campionati sovietici      |                |                | 2°             | 1°             | 2°             |                | 1°             |                | 1°             |